# Oberlandesgericht Prag
Das Oberlandesgericht Prag (OLG Prag) war ein deutsches Oberlandesgericht mit Sitz in Prag (heute: Tschechien, zu der betreffenden Zeit: Reichsprotektorat Böhmen und Mähren). Es bestand – wie das Reichsprotektorat – von 1939 bis 1945.
Zu dem älteren, österreich-ungarischen Oberlandesgericht Prag, das für das Kronland Königreich Böhmen zuständig war, siehe: „Gerichtsorganisation in Österreich“.

## Werdegang
Nachdem die deutsche Wehrmacht am 15. März 1939 in die damals so genannte „Rest-Tschechei“ einmarschiert war, erklärte Adolf Hitler das nun deutsch besetzte Gebiet des Reichsprotektorats Böhmen und Mähren per Führererlass zu einem Teil des Großdeutschen Reiches mit begrenzter Selbstverwaltung. Am 14. April 1939 wurde im Protektoratsgebiet neben der tschechischen auch eine deutsche Gerichtsbarkeit eingeführt. Im Zuge dessen wurde auch das deutsche Oberlandesgericht Prag eingesetzt.
Das deutsche Oberlandesgericht Prag musste aufgrund der Kriegslage und wegen des Prager Aufstands seine Tätigkeit Ende April / Anfang Mai 1945 weitgehend einstellen.

## Gliederung
Für die Reichs- und „Volksdeutschen“ in Böhmen und Mähren ließ Reichsjustizminister Franz Gürtner am 14. April 1939 das Oberlandesgericht Prag und die beiden Landgerichte Brünn und Prag einrichten. Alle deutschen Gerichte des „Protektorats“ waren dem deutschen Oberlandesgericht Prag unterstellt. Die Amtsgerichte gehörten wiederum den deutschen Landgerichten in Prag und Brünn zu. Der Gerichtsbezirk des deutschen OLG Prag umfasste das deutsche Landgericht Prag mit sieben Amtsgerichten in Böhmen und das deutsche Landgericht Brünn mit fünf Amtsgerichten in Mähren. Im Oberlandesgerichtsbezirk Prag gab es also zwei Landgerichte und zwölf Amtsgerichte.
Im „Altreich“ war bereits am 21. März 1933 in jedem Oberlandesgerichtsbezirk ein Sondergericht eingerichtet worden. Im Jahr 1940 wurden auch in Brünn und Prag Sondergerichte eingesetzt. Obwohl es im „Protektorat Böhmen und Mähren“ nur einen Oberlandesgerichtsbezirk gab, wurden dort insgesamt fünf Sondergerichte eingesetzt.
Im April 1943 wurde in Prag-Pankratz eine Hinrichtungsstätte eingerichtet, in der zahlreiche Todesurteile mit dem Fallbeil vollstreckt wurden. Scharfrichter in Prag-Pankratz war Alois Weiß.

## Räumliche und sachliche Zuständigkeit
Die deutschen Gerichte in Tschechien urteilten – mit bestimmten Einschränkungen – nach den jeweils geltenden deutschen Rechtsvorschriften. Alle deutschen Staatsangehörigen in Tschechien unterstanden dieser deutschen Gerichtsbarkeit. Nichtdeutsche Personen waren ebenfalls diesen Gerichten unterstellt, sofern deutsche Rechtsvorschriften verletzt wurden oder sofern deutsche Staatsangehörige von dem jeweiligen Verfahren betroffen waren.
Die deutsche Gerichtsbarkeit unterstand der Reichsjustizverwaltung in Berlin. Die deutschen Gerichte in Tschechien waren mit deutschen Richtern und Staatsanwälten besetzt.
Anders als im Reichsgau Sudetenland blieb im „Protektorat Böhmen und Mähren“ neben der deutschen eine autonome tschechische Gerichtsbarkeit bestehen, die nach tschechoslowakischem Zivilrecht bzw. einem autonomen Protektoratsstrafrecht urteilte. Sie entschied ausschließlich Fälle der nichtdeutschen Bevölkerung, stand jedoch unter dem Primat der deutschen Justiz: Für Delikte, auf die das Reichsstrafgesetzbuch Anwendung fand, sowie seit Herbst 1939 bei Straftaten nach der „Volksschädlings“- und der Gewaltverbrecherverordnung war ausschließlich deutsche Gerichtsbarkeit zuständig. Im Zivilrecht konnte der Reichsprotektor Einspruch gegen eine Entscheidung eines tschechischen Gerichts einlegen. Der Fall wurde dann an das zuständige deutsche Gericht verwiesen.
Das Gegenstück zum deutschen Oberlandesgericht in Prag, das für das Protektorat Böhmen und Mähren zuständig war, für den Reichsgau Sudetenland war das deutsche Oberlandesgericht Leitmeritz.

## Juristen am deutschen OLG Prag
Mit dem Aufbau und der Leitung des deutschen Oberlandesgerichts Prag wurde am 16. April 1939 der Landgerichtspräsident von Glatz, Fritz Bürkle (1883–1958), beauftragt. Er trat sein Amt als Oberlandesgerichtspräsident in Prag am 1. Oktober 1939 an.
Zum gleichen Zeitpunkt wurde auch Helmuth Gabriel als Generalstaatsanwalt am OLG Prag in sein Amt eingeführt.
Richter am Oberlandesgericht Prag waren:
- Erwin Albrecht
- Maximilian Ronke[11]

Staatsanwälte am Oberlandesgericht Prag waren:
- Hans Friedrichs, Staatsanwalt, (geb. 1910)[12]
- Helmuth Gabriel, Generalstaatsanwalt, (geb. 1892)
- Josef Herzog, Erster Staatsanwalt, (geb. 1903)
- Kurt Naucke, Erster Staatsanwalt und stellvertretender Generalstaatsanwalt, (geb. 1905)